# 첼시 리케츠
첼시 리케츠(Chelsea Ricketts, 1989년 10월 29일 ~ )는 미국의 배우이다.

## 출연 작품
- 더 리유니온 (2017)
- 자칼 (2017)
- 굿 애프터 배드 (2016)
- Taken Away (2014)
- 체이싱 셰익스피어 (2013)
- 인디언라크로스 (2012)
- 더 홀 (2009)
- 미셔너리 맨 (2007)